# Bill Prady

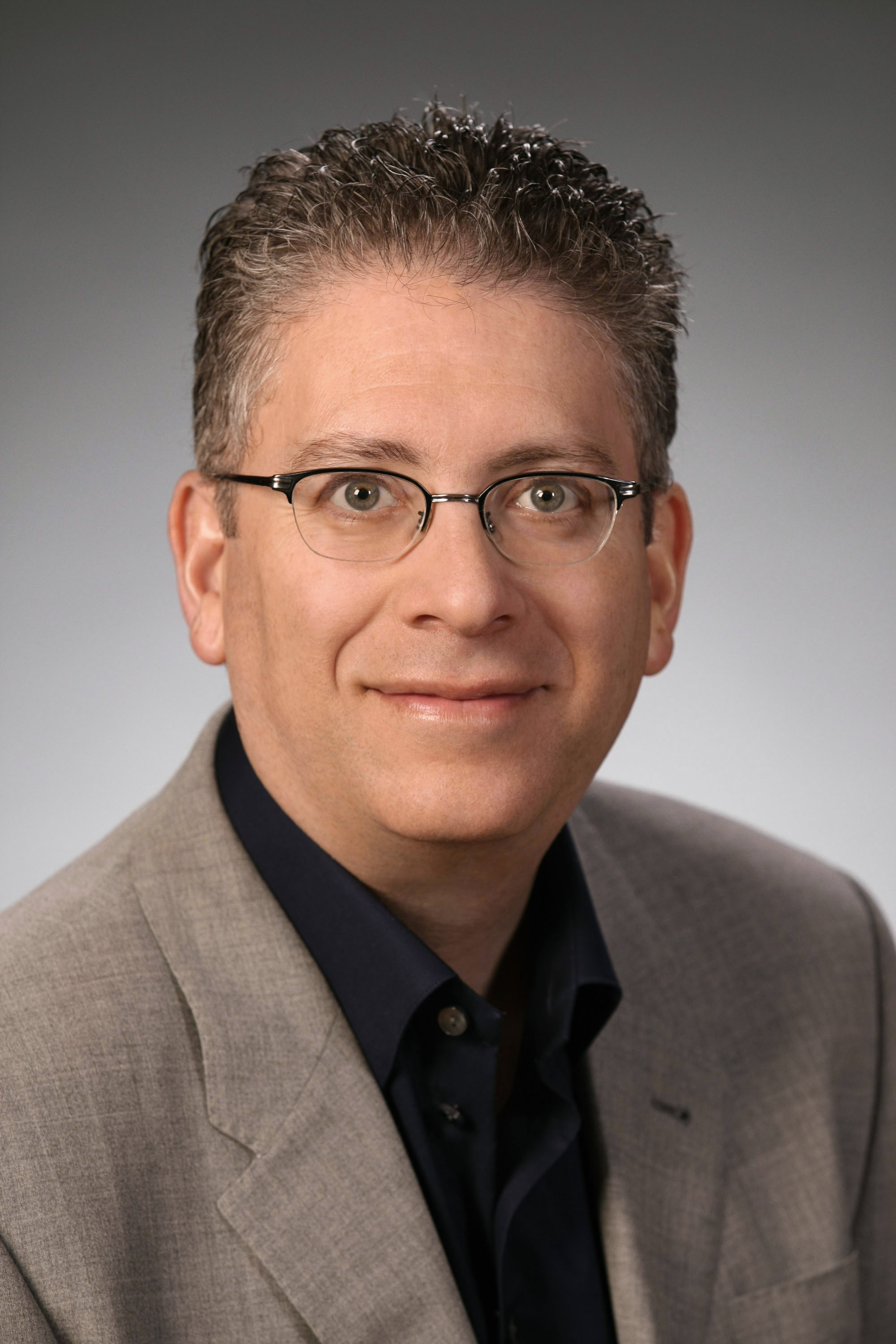
Bill Prady

William "Bill" Scott Prady (N. 7 de junio de 1960) es un guionista y productor de televisión que ha trabajado para sitcoms estadounidenses y espectáculos de variedades, incluyendo Married With Children, Dream On, Star Trek: Voyager, Dharma & Greg, y Gilmore Girls.
Comenzó su carrera de escritura para Muppets, de Jim Henson. Escribió para las atracciones temáticas de Disney Jim Henson's Muppet*Vision 3D y Honey, I Shrunk the Audience. Es productor ejecutivo y cocreador, junto con Chuck Lorre del sitcom de CBS The Big Bang Theory. En 2003, fue candidato a la gobernatura de California.
Se graduó de la Cranbrook School en Bloomfield Hills, Míchigan. En 1991, Prady fue nominado a un premio Emmy por haber coescrito el homenaje póstumo a Jim Henson titulado The Muppets Celebrate Jim Henson.
Prady es responsable de la adición de elementos nerd de la serie televisiva The Big Bang Theory.